# Maren Ade
Maren Ade (Karlsruhe, 12 de dezembro de 1976) é uma cineasta, produtora e roteirista alemã. Fundadora da Filmakademie Baden-Wuerttemberg, já foi premiada no Festival de Sundance e no Festival de Cannes. Considerada um dos principais expoentes da Escola de Berlim, Ade vive há muitos anos com outro importante representante do movimento, o cineasta Ulrich Köhler.

## Filmografia
- Toni Erdmann (Toni Erdmann) (2016)
- Todos os Outros (Alle anderen) (2009)
- Der Wald vor lauter Bäumen (2003)
- Vegas (2001) (curta-metragem)
- Ebene 9 (2000) (curta-metragem)